# Jalen Green
Jalen Romande Green (Merced, 2002. február 9. –) egy amerikai profi kosárlabdázó, aki jelenleg a Houston Rockets játékosa a National Basketball Associationben (NBA). Dobóhátvéd, 198 cm magas és 82 kg. Ötcsillagos utánpótlás játékosnak számított, a 2020-as osztály legjobb dobóhátvédje volt, az ESPN összességében a legjobbnak választotta. Green leadta egyetemi játékjogát, hogy az NBA G-League Ignite játékosa legyen. Középiskolai karrierjét a Prolific Prep (Napa, Kalifornia) csapatában fejezte be. Az amerikai válogatott tagjaként utánpótlás szinten három aranyérmet nyert, amely közé tartozik két világbajnoki cím is, 2018-ban és 2019-ben.

## Korai évek
Jalen Romande Green 2002. február 9-én született, Mercedben, Kaliforniában. Szülővárosában és Livingstonban nőtt fel. Mikor harmadikos volt, családja Fresnóba költözött. Hatodik osztályos korára az Amateur Athletic Union csapataiban játszott és naponta öt órát edzett.

## Középiskolai karrier
Középiskolai karrierjének első három évében Green a San Joaquin Memorial játékosa volt Fresnóban. Elsőévesként már kezdő volt, 18.1 pontot és 9 lepattanót átlagolt mérkőzésenként. A CIF Central Section Division II második helyén végzett és eljutott a CIF Division II negyeddöntőig. Beválasztották a MaxPreps Freshman All-American Második csapatba és a CIF Central Section Év újonca lett. Második szezonjában Greennek 27.9 pontja, 7.7 lepattanója volt mérkőzésenként, amelynek köszönhetően Central Section Division II-bajnok lett, elvezetve csapatát a CIF Open Division rájátszásba. Megválasztották az Év másodévesének és szerepelt a USA Today All-USA Kalifornia Második csapatban.
Harmadévesként Green 30.1 pontot, 7.8 lepattanót és 3.6 gólpasszt átlagolt, megnyerve sorozatban második Central Section Division II bajnoki címét. A döntőben Green megdöntötte az iskola pontrekordját, 2288 szerzett ponttal, amelyet 1971 óta tartott Roscoe Pondexter. Csapatával eljutott a CIF Northern California Division I negyeddöntőig. Green a USA Today All-USA Kalifornia az év játékosa lett és szerepelt az All-USA Második csapatban, illetve a MaxPreps All-American Második csapatban. Utolsó évében a Prolific Prep (Napa, Kalifornia) iskolába váltott. Itt elnyerte csapatával a Grind Session Világkupát és a sorozat MVP-je lett, Daishen Nix-szel együtt. Green 31.5 pontot, 7.5 lepattanót és 5 gólpasszt szerzett és 31 mérkőzést nyert meg csapatával, 3 vereség mellett. A Sports Illustrated All-American Év játékosának választotta és része volt a MaxPreps All-American Első csapatnak. Beválasztották a McDonald's All-American-gálára, a Jordan Brand Classicra és a Nike Hoop Summitra, de mindhárom eseményt lemondták a Covid19-pandémia miatt.
| Értékelő  | Értékelés | Helyezés |
| --------- | --------- | -------- |
| Rivals    | 5/5       | 2        |
| 247Sports | 5/5       | 2        |
| ESPN      | 5/5       | 1        |
| ESPN      | 97        | 1        |

## Profi karrier

### 2021: NBA G-League Ignite
2020. április 16-án Green aláírt egy egyéves, 500,000 dolláros szerződést az NBA G-League Ignite-tal, amely az NBA G-League tulajdonában lévő utánpótlásfejlesztő csapat. Ő volt a csapat történetének első játékosa. 2021. március 8-án Green szezonrekord 30 pontot, 7 gólpasszt és 5 lepattanót szerzett a Raptors 905 elleni rájátszás mérkőzésen. A szezonban 17.9 pontot, 4.1 lepattanót és 2.8 gólpasszt átlagolt.

### 2021–napjainkig: Houston Rockets
2021. június 29-én, a 2021-es NBA-drafton Greent a Houston Rockets a második helyen választotta. Augusztus 8-án bemutatkozott az NBA nyári bajnokságban, a Cleveland Cavaliers ellen, 23 ponttal, 5 lepattanóval és 2 gólpasszal. Beválasztották a torna második csapatába, annak ellenére, hogy sérülés miatt ki kellett hagynia három mérkőzést. Október 20-án mutatkozott be az NBA-ben, 9 ponttal, négy lepattanóval és négy gólpasszal a Minnesota Timberwolves elleni 124–106 arányú vereség során. Négy nappal később 30 pontot szerzett, nyolc hárompontossal a Boston Celtics ellen, amellyel az első újonc lett csapata történetében, akinek ez sikerült.

## Válogatottság
Green többször is az amerikai válogatott tagja volt, de arról is volt szó, hogy a Fülöp-szigeteki csapat tagja lesz a jövőben. A 2017-es FIBA Americas U16-os utánpótlástornán játszott először a válogatottban, Argentínában. Öt mérkőzés alatt 9.8 pontot, két lepattanót és egy labdaszerzést átlagolt a tornán, elnyerve az aranyérmet. A 2018-as U17-es világbajnokságon MVP lett, illetve az amerikai válogatott ismét bajnok. Itt 15.7 pontja, 2.3 lepattanója és 1.7 gólpassza volt mérkőzésenként. Green harmadik aranyérmét a 2019-es U19-es világbajnokságon nyerte el, Iráklióban (Görögország). A csapat legfiatalabb tagjaként 10.1 pontot, 2.1 lepattanót és 1.7 labdaszerzést átlagolt.

## Statisztikák
A Basketball Reference adatai alapján.

### NBA G-League

#### Alapszakasz
| Év      | Csapat              | JM | KM | JP/M | MG%  | 3P%  | BD%  | LP/M | GP/M | L/M | B/M | P/M  |
| ------- | ------------------- | -- | -- | ---- | ---- | ---- | ---- | ---- | ---- | --- | --- | ---- |
| 2020–21 | NBA G-League Ignite | 15 | 15 | 32,0 | .461 | .365 | .829 | 4,1  | 2,8  | 1,5 | 0,3 | 17,9 |
| Karrier | Karrier             | 15 | 15 | 32,0 | .461 | .365 | .829 | 4,1  | 2,8  | 1,5 | 0,3 | 17,9 |

#### Rájátszás
| Év      | Csapat              | JM | KM | JP/M | MG%  | 3P%  | BD%  | LP/M | GP/M | L/M | B/M | P/M  |
| ------- | ------------------- | -- | -- | ---- | ---- | ---- | ---- | ---- | ---- | --- | --- | ---- |
| 2021    | NBA G-League Ignite | 1  | 1  | 41,0 | .550 | .300 | .571 | 5,0  | 7,0  | 3,0 | 0,0 | 30,0 |
| Karrier | Karrier             | 1  | 1  | 41,0 | .550 | .300 | .571 | 5,0  | 7,0  | 3,0 | 0,0 | 30,0 |

### NBA
| Év        | Csapat          | JM  | KM  | JP/M | MG%  | 3P%  | BD%  | LP/M | GP/M | L/M | B/M | P/M  |
| --------- | --------------- | --- | --- | ---- | ---- | ---- | ---- | ---- | ---- | --- | --- | ---- |
| 2021–2022 | Houston Rockets | 67  | 67  | 31,9 | .426 | .343 | .797 | 3,4  | 2,6  | 0,7 | 0,3 | 17,3 |
| 2022–2023 | Houston Rockets | 75  | 75  | 34,2 | .416 | .338 | .786 | 3,7  | 3,7  | 0,8 | 0,2 | 22,3 |
| 2023–2024 | Houston Rockets | 82  | 82* | 31,7 | .423 | .332 | .804 | 5,2  | 3,5  | 0,8 | 0,3 | 19,6 |
| 2024–2025 | Houston Rockets | 82* | 82* | 32,9 | .423 | .354 | .813 | 4,6  | 3,4  | 0,9 | 0,3 | 21,0 |
| Karrier   | Karrier         | 307 | 307 | 32,7 | .422 | .342 | .799 | 4,3  | 3,4  | 0,8 | 0,3 | 20,1 |

## Magánélet
Green anyja, Bree Puruganan származását tekintve filippínó. Mostohaapja, Marcus Green együtt játszott a későbbi NBA-játékos DeShawn Stevensonnal a fresnói Washington Union Középiskolában. Egy húga van. Greennek 2024. május 12-én lánya született színésznő és divattervező barátnőjével, Draya Michele-lel.